# ميشيل كونستانتين
ميشيل كونستانتين (بالفرنسية: Michel Constantin)‏
```
هو 
صحفي
 
ولاعب كرة طائرة
 
وممثل
 
فرنسي
، ولد في 13 يوليو 1924 في 
فرنسا
، وتوفي بنفس المكان في 29 أغسطس 2003 بسبب 
نوبة قلبية
.
[
2
]
```

## وصلات خارجية
- ميشيل كونستانتين على موقع IMDb (الإنجليزية)
- ميشيل كونستانتين على موقع روتن توميتوز (الإنجليزية)
- ميشيل كونستانتين على موقع ألو سيني (الفرنسية)
- ميشيل كونستانتين على موقع أول موفي (الإنجليزية)
- ميشيل كونستانتين على موقع قاعدة بيانات الأفلام السويدية (السويدية)
- ميشيل كونستانتين على موقع قاعدة بيانات الفيلم (الإنجليزية)
- ميشيل كونستانتين على موقع كينوبويسك (الروسية)